# Buddy Christian
Buddy Christian, né le 21 juillet 1885 à La Nouvelle-Orléans (Louisiane) et mort dans la même ville vers 1958, est un musicien de jazz américain, banjoïste, guitariste et pianiste.

## Biographie
Vers 1915, Buddy entre dans l'orchestre de King Oliver. En 1919, il intègre à New York la formation de Willie "The Lion" Smith, accompagne la chanteuse de blues Lucille Hegamin, puis effectue une tournée au Canada. Il jouera ensuite à Chicago avec Louis Armstrong et King Oliver, puis à nouveau à New York, tout en enregistrant avec Clarence Williams, puis formera un duo de banjos en 1929. On perd ensuite sa trace.

## Enregistrements avec Clarence Williams
- Everybody Loves My Baby (1924),
- Cake Walkin's Babies (1925),
- Sugar House Stomp, The Shunk (1926),
- My Baby Doesn't Squawk (1926)[1].